# Årsskriftet Critique
 Der er for få eller ingen kildehenvisninger i denne artikel, hvilket er et problem. Du kan hjælpe ved at angive troværdige kilder til de påstande, som fremføres i artiklen.

Årsskriftet Critique eller blot Critique er et kulturtidsskrift, som beskriver sig som en platform for en mere kvalificeret idé-, kultur- og samfundsdebat. Det bringer særligt længere artikler fra og om den borgerlige og konservative idé-, kultur-, og samfundsdebat. Artiklerne i Årsskriftet Critique dækker over historiske, kulturelle, politiske og litterære emner med relevans for tidsskriftets emneområde i bred forstand. På tidsskriftet hjemmeside udkommer tidsskriftet Replique sammen med stof fra Årsskriftet Critique og bidrag fra en række faste onlineskribenter.
Årsskriftet Critique arrangerer en foredragsrække på Aarhus Universitet, der afholdes i samarbejde med Konservative Studenter, samt en årskonference.
Det udgives i dag på forlaget Munch & Lorenzen. Tidsskriftet udspringer af Konservative Studenter, der også var udgiver af årgang I-V. Dog var tidsskriftet redaktionelt og politisk uafhængig af foreningen, ligesom tidsskriftet primært retter sig mod den offentlige samfundsdebat og ikke foreningens øvrige aktiviteter.
Årsskriftet Critique står bl.a. bag podcasten Nej til Nyt.

## Historie
Årsskriftet Critique er en videreførelse af Konservative Studenters medlemsblad Critique. Det første Critique blev udgivet i 1964 under redaktør Carl Arne Øberg-Pedersen. Bladet var både tænkt som medlemsblad og som eksternt organ for den konservative studenterbevægelse.
Dets formål var:
 At skærpe den politiske debat, at vække læserens kritiske sans overfor letkøbt argumentation og halve sandheder og at virke for en udbredelse og stærkere markering af borgerlige standpunkter.

I slutningen af 1960'erne markerede bladet sig under redaktør og senere folketingsmedlem Lars P. Gammelgaard sig som et vigtigt borgerligt tidsskrift.
I forbindelse med den store svækkelse af den konservative bevægelse på universiteterne i lyset studenterlivets radikalisering efter studenteroprøret ophørte Critique med at udkomme. I den efterfølgende periode udgaves medlemsblade under en række forskellige navne.
I 2001 begyndte bladet igen at udkomme. Denne gang var det et rendyrket medlemsblad, der både bragte opinionsindlæg fra medlemmer såvel som reportager fra festlige arrangementer i Konservative Studenter. I forbindelse med afskaffelsen af portostøtten ophørte Critique med at udkomme fra slutningen af 2003. Bladet blev forsøgt relanceret i 2005 i nyt layout med tilføjelsen "magasin for Konservative Studenter i Århus". Forsøget blev ikke fulgt op af yderligere udgivelser, men Critique blev endnu engang relanceret som medlemsblad i 2007 som halvårlig udgivelse.
I slutningen af 2007 blev der taget initiativ til at afvikle Critique som medlemsblad og i stedet vende tilbage til Tidsskriftets rødder som politisk tidsskrift i den offentlige samfundsdebat. Årsskriftet Critique var inspireret af akademisk, konservative tidsskrifter i udlandet som Salisbury Review og det nationalkonservative tidsskrift Nomos i Danmark og traditionen og indeholdt længere artikler af prominente borgerlige intellektuelle, skribenter, politikere og yngre studerende.
Årsskriftet Critique har siden etableret sig som et forum for den konservative idé- og samfundsdebat i Danmark. Siden 2011 er Årsskriftet blevet suppleret med det gratis online-tidsskrift Replique, der fokuserer på anmeldelser, kultur og opinionsstof. Fra og med 2013 udgives Årsskriftet Critique såvel som tidsskriftet Replique på forlaget Munch & Lorenzen. I 2016 lanceredes en blogsektion med en række faste skribenter.